# Чжан Сыдэ
Чжан Сыдэ (кит. трад. 張思德, упр. 张思德, пиньинь Zhāng Sīdé; 19 апреля 1915 — 5 сентября 1944) — китайский солдат Народно-освободительной армии Китая.

## Биография
Родился 19 апреля 1915 года (6-й день 3-го лунного месяца) в бедной крестьянской семье в деревне Ханьцзявань, посёлке Люхэчан (ныне уезд Илун, городской округ Наньчун, провинция Сычуань). Мать умерла, когда Сыдэ было семь месяцев, поэтому его воспитывала тётя. В возрасте 6 лет умер его старший брат, трудившийся на рисовом поле; другой брат умер от голода. Отца Чжан не знал и искал всю свою жизнь. Позже воспитанием занимался дядя Лю Гуанью; читать Чжан научился только в возрасте 11 лет. В возрасте 12 лет он стал пасти скот и косить траву на землях местного помещика. В сентябре 1933 года в его родной деревне после прихода сил китайских красноармейцев были установлены новые порядки. Чжан вступил в ряды Пионерской организации Китая и возглавил пионерский отряд. Он помогал Красной армии (2-й батальон Илунского полка), неся караул и разыскивая возможных шпионов Гоминьдана. С декабря 1933 года служил в Красной армии и состоял в Коммунистическом союзе молодёжи Китая. Учился в начальной школе имени В.И.Ленина, изучая культуру и военное дело, позже стал политическим комиссаром округа Сычуань-Шэньси. 
В мае 1935 года во время Великого похода служил бойцом 6-го батальона гвардейского полка, участвовал дважды в больших переходах через горы. Во время боёв в северном Шаньси занимал должность командира отряда связи при Гвардейском батальоне ЦК КПК; был ранен. С октября 1937 года — член КПК. После начала японо-китайской войны сражался против Императорской армии Японии. Летом 1940 года после начала блокады позиций коммунистов гоминьдановцами Чжан занялся добычей угля: 11 человек вместе с ним направились в Гуанчжоу, откуда перевозили уголь в Яньань. К октябрю в Яньань было доставлено 40 т угля: одна группа из отряда Чжана строила печи, а другая вывозила уголь. Аналогичные рейды отряд Чжана совершал в 1941 и 1942 годах, несмотря на сложное положение НОАК и угрозы со стороны японцев и гоминьдановцев. Тем не менее, Чжан не прекращал работу и обеспечивал постоянную связь с другими частями НОАК. 
20 октября 1942 года отряд безопасности Центрального военного совета и учебный отряд были объединены в так называемый Командный полк 18-й армейской группы, где продолжил службу Чжан. Летом 1943 года он стал членом отряда охраны Мао Цзэдуна («Цаоюань»), куда входили 14 человек (в том числе журналисты, повара и сопровождающие лица).
8 февраля 1944 года в районе Аньсай группа из 21 человека начала организацию производства по указанию ЦК КПК (в группу входил Чжан): в течение года по приказу партии необходимо было обеспечить добычу каменного и древесного угля, сбор урожая риса, разведение свиней, кур и уток. 5 сентября 1944 года утром Чжан Сыдэ занимался сооружением угольной печи вместе с Бай Маньцянем и Ван Юйсэнем, выкопав для неё фундамент. Около 10 часов утра печь рухнула на всех троих: Ван Юйсэнь успел выбраться и позвать на помощь людей, чтобы те разобрали завалы. После разбора завалов они извлекли живого Бай Маньцяня, который сказал, что Чжан находится на глубине трёх метров. После долгих поисков тело Чжана, не подававшего никаких признаков жизни, всё-таки обнаружили. Было поручено не сообщать Мао Цзэдуну о случившемся до тех пор, пока он лично не спросит. Однако до Мао всё-таки дошла печальная весть, и он приказал немедленно заняться вопросом похорон погибшего. От себя лично Мао Цзэдун добавил: «Товарищ Чжан Сыдэ участвовал в Великом походе, был ранен на поле битвы, перенёс много страданий, но был принесён в жертву в тылу труда и производства. Так не должно было быть!» (кит. 张思德同志是长征过来的，战场上负过伤，经历过那么多的苦难，却牺牲在后方劳动生产中，不该呀!)
8 сентября 1944 года прошли похороны Чжан Сыдэ, на которых присутствовало всё руководство ЦК КПК. Мао произнёс речь, в которой прославил «товарища Чжан Сыдэ, принёсшего себя в жертву во благо народа» (кит. 向为人民利益而牺牲的张思德同志致敬), а также прочитал речь, в которой отметил твёрдость намерений Чжана служить народу и сказал, что поскольку Чжан Сыдэ служил народу, то смерть его стала тяжелее горы Тай. На похоронах многие из высшего военно-политического руководства КПК плакали. В книгах о Мао Цзэдуне указывается следующая речь, произнесённая «великим кормчим» по случаю кончины:

Все мы смертны, но значение нашей смерти может меняться. Древнекитайский писатель Сыма Цянь сказал, что хотя смерть затрагивает всех без исключения, она может быть или тяжёлой подобно горе Тай, или лёгкой подобно пёрышку. [...] Отныне, если кто-либо из наших товарищей, выполнявший важную и полезную работу, погибнет — будь он солдатом или поваром — мы обязаны провести его похороны и организовать встречу его памяти. Это должно стать правилом и должно быть разъяснено людям. Если кто-либо умрёт в деревне, пусть же состоится встреча его памяти. Так мы сможем выразить скорбь по почившим и объединить народ.

Эта речь стала одной из основ пропаганды КПК в будущем. Позже Мао Цзэдун неоднократно упоминал «служение народу» как одно из ключевых положений деятельности КПК. В декабре 1969 года было принято решение о перезахоронении Чжан Сыдэ на кладбище Яньанских мучеников.
В декабре 1969 года Хэ Цинхуа и Ши Гожуй (товарищи по классу охраны Чжан Сыдэ) вернулись в Яньань и нашли кладбище Чжан Сыдэ для Яньаньского регионального революционного комитета. В 1970 году региональный революционный комитет Яньань перенес могилу Чжан Сыдэ на кладбище мучеников Яньань.